# Gibocercus (Amazonembia) napoa
Gibocercus (Amazonembia) napoa is een insectensoort uit de familie Archembiidae, die tot de orde webspinners (Embioptera) behoort. De soort komt voor in Ecuador.
Gibocercus (Amazonembia) napoa is voor het eerst wetenschappelijk beschreven door Ross in 2001.